# 冠姓 (姓氏)
冠姓是一個華人的姓氏，郡望為楚郡。今日湖南省慈利縣，山東省青島市等地，有較多的冠姓人士居住。

## 起源
- 春秋时期晋国有冠邑（今河北邯鄲市館陶縣一帶，一說山東冠縣），其後人以邑為氏。

- 楚國有賢人鶡冠子，據說本楚國公族，其後裔改以「冠」為氏。

- 秦朝末年「卿子冠軍」宋義被項羽兵變謀殺，株連族人，其宗族、賓客皆改為「冠氏」。

- 漢朝初年趙國的國相貫高得罪劉邦而自殺，其後人改為「冠氏」。

## 外部連結
[在维基数据编辑]
 《欽定古今圖書集成·明倫彙編·氏族典·冠姓部》，出自陈梦雷《古今圖書集成》